# Faust-Quadrille
Faust-Quadrille, är en kadrilj av Johann Strauss den yngre. Den spelades första gången den 11 maj 1864 i Pavlovsk i Ryssland.

## Historia
Faust-Quadrille härrör sig från de kompositioner som Johann Strauss skrev för den ryska publiken sommaren 1864 under sin årliga konsertturné till Ryssland. Charles Gounods opera Faust hade rysk premiär i Sankt Petersburg i januari 1864 och Strauss ville naturligtvis utnyttja tillfället att skriva ett verk utifrån musiken. Det är oklart varför Strauss hellre gjorde sig omaket att komponera en kadrilj snarare än att framföra sin broder Josef Strauss Faust-Quadrille, som hade framförts den 11 augusti 1861 hemma i Wien. Vad än skälet var så spelades Johann Strauss kadrilj för första gången den 11 maj 1864. Verket mottogs väl och framfördes 15 gånger under fem månader.
Då Josef Strauss Faust-Quadrille redan var publicerad hos familjeförlaget C.A. Spina i Wien (som op. 112) förblev Johann Strauss Faust-Quadrille opublicerad i Wien. Istället publicerades verket endast i Ryssland av Strauss ryske förläggare A. Büttner såsom op. 277 med den längre titeln Faust-Quadrille sur des thèmes de l'opéra Faust et Marguerite de Ch. Gounod, par Jean Strauss. Det är heller inte klart varför verket endast publicerades i Ryssland, och då som klaverutdrag, eller om någonsin spelades utanför Ryssland. Opusnumret ställer också till problem då det redan finns ett annat verk med det numret: Invitation à la Polka-Mazur. Kadriljen ingår inte i verkförteckningen över Johann Strauss musik, vilket tyder på att den inte var känd i Wien. 

## Om kadriljen
Speltiden är ca 6 minuter och 17 sekunder plus minus några sekunder beroende på dirigentens musikaliska tolkning.

## Weblänkar
- Faust-Quadrille i Naxos-utgåvan.